# 田中正史 (実業家)
田中 正史（たなか まさし 1965年3月10日 - ）は山口県厚狭郡山陽町（現・山陽小野田市）生まれの航空アナリストであり、日本における航空事故調査の草分け的存在である。
元エアライン機長、元航空事故調査官、作家（筆名：本宮健作など）、オフィスM＆M代表。

## 来歴
下関西高等学校、早稲田大学、航空大学校を経て、日本航空(JAL)へパイロット訓練生として入社。
日本航空（JAL）をはじめとして国内外のエアライン及びチャーター会社において航空機関士・副操縦士・機長として乗務。
英国クランフィールド大学において航空事故調査官養成コース修了。 

## 資格
- 航空無線通信士（日本/米国ほか）
- 定期運送用操縦士（日本/米国ほか）
- 航空機関士（日本）
- 国際定期航空操縦士協会連合会（IFALPA）認定航空事故調査官
- 自動車免許（大型一種/中型一種/大型特殊一種/けん引一種/大型二種/大型特殊二種/けん引二種）
- 自動二輪免許（普通/大型）
- ワシントン州自動車免許
- JAF競技ライセンス
- 危険物取扱者（乙種4類/5類/6類）
- PADI（OPEN WATER DIVER/PEAK PERFORMANCE BUOYANCY SPECIALTY DIVER）

## テレビ出演
- SLやまぐち号復活のニュース（テレビ山口）
- 下関西高校の紹介（山口放送）
- 中曾根康弘総理大臣との対談（東京放送）
- ここがスキ（テレビ東京）
- Live News イット（フジテレビ）
- 国際会議出席
  - IFALPA 年次総会（モントリオール）（パタヤ）（東京）
  - IFALPA 航空事故調査委員会
  - IFALPA 危険物輸送委員会

## 取材
- パイロット入試問題集（イカロス出版）
- 月刊エアライン（イカロス出版）
- 広報さんよう（山陽町）
- 月刊JJ パイロット特集（光文社）
- 東京LIFE（東京都）

## その他
- スペースシャトル打ち上げ視察（JAL代表として）
- 霊友会小谷喜美恩師法要における講演（大阪市中之島公会堂）
- 成田山開基1070年祭記念節分会（成田山新勝寺）

## 人物
- 交友関係は航空界にとどまらず政界、財界、スポーツ界など幅広い。
- 現在危機管理の専門家として書籍執筆や講演活動を行っている。
- 上述の肩書きは日本においては初であり世界的にも稀である。[要出典]